# 365 Media Scandinavia
365 Media Scandinavia A/S var dansk aktieselskab (med cvr nr 29415803) der stod bag den danske gratisavis Nyhedsavisen. Selskabet er lukket i 2009.
Det var det islandske selskab Dagsbrun, som et andet islandsk selskab Baugur Group ejer 25 % af aktierne af, der stiftede selskabet d. 15. marts 2006 med en aktiekapital på 1 million kroner. 
Adm. direktør for Dagsbrun Gunnar Smári Egilsson blev udnævnt til formand for bestyrelsen for 365 Media Scandinavia A/S. Som direktør for 365 Media Scandinavia blev Svenn Dam udnævnt, han er tidligere markedsdirektør på avisen Jyllands-Posten og chef i Metro International der bl.a. udgiver gratisavisen MetroXpress.